# Si le soleil ne revenait pas (roman)
Si le soleil ne revenait pas est un roman de Charles-Ferdinand Ramuz publié en 1937.

## Historique
Si le soleil ne revenait pas est un roman de Charles-Ferdinand Ramuz (1878-1947), publié en novembre 1937 chez Mermod, à Lausanne .

## Résumé
Dans le village de Saint-Martin d'En-Haut sur le versant nord, où le soleil ne brille jamais en hiver, le vieux guérisseur Anzévui annonce à Denis Revaz que, cette année 1937, année de la guerre en Espagne, le soleil ne reviendra pas... C'est écrit dans ses livres.
Dans le village, certains se résignent, comme Arlettaz qui sombre dans l'alcool, d'autres gardent l'espoir. Cyprien Métrailler, lui, veut retrouver le soleil et monte au Grand-Dessus. La jeune Isabelle et d'autres villageois espèrent toujours...

## Éditions en français
- Si le soleil ne revenait pas, édition de 1937 par Mermod, à Lausanne.
- Si le soleil ne revenait pas, édition de 1938 dans Les Nouvelles littéraires, à Paris.
- Si le soleil ne revenait pas, édition de 1939 chez Grasset, à Paris.
- Si le soleil ne revenait pas, édition de 1940 à La Guilde du Livre, à Lausanne.
- Si le soleil ne revenait pas, édition de 1941 dans le dix-huitième volume des Œuvres complètes aux Éditions Mermod, à Lausanne.
- Si le soleil ne revenait pas, édition de 1988 par les Editions Plaisir de Lire, à Lausanne.

## Adaptation
- 1987 :  Si le soleil ne revenait pas , film de Claude Goretta.